# White Star Oostwinkel
White Star Oostwinkel was een Belgische voetbalclub uit Oostwinkel. De club sloot in 1973 aan bij de KBVB en kreeg stamnummer 7939 toegewezen.
In 1979 nam de club ontslag uit de KBVB.

## Geschiedenis
WS Oostwinkel werd op 1 april 1973 opgericht en sloot twee maanden later aan bij de KBVB.
Het kleine dorp werd zo actief in Vierde Provinciale en dat ging na een aanpassingsjaar in 1973-1974 waarbij men elfde eindigde, erg goed, tussen 1975 en 1977 eindigde men drie maal in de top vijf.
Vanaf 1978 werden de sportieve prestaties minder en na twee ontgoochelende seizoenen waarin men telkens onder in de klassering belandde, nam de club ontslag uit de KBVB.